# Rodd vid olympiska sommarspelen 1920
Rodd vid olympiska sommarspelen 1920 avgjordes i Antwerpen, Belgien.

## Medaljörer
| Event                        | Guld | Silver | Brons |
| Singelsculler Detaljer...    | John B. Kelly, Sr. (USA) | Jack Beresford (GBR) | Darcy Hadfield (NZL) |
| Dubbelsculler Detaljer...    | Paul Costello och John B. Kelly, Sr. (USA)                                                                                            | Pietro Annoni och Erminio Dones (ITA) | Gaston Giran och Alfred Plé (FRA)                                                                                                  |
| Tvåa med styrman Detaljer... | Italien Ercole Olgeni Giovanni Scatturin Guido De Filip                                                                               | Frankrike Gabriel Poix Maurice Bouton Ernest Barberolle                                                                                            | Schweiz Édouard Candeveau Alfred Felber Paul Piaget                                                                                |
| Fyra med styrman Detaljer... | Schweiz Willy Brüderlin Max Rudolf Paul Rudolf Hans Walter Paul Staub                                                                 | USA Kenneth Myers Carl Klose Franz Federschmidt Erich Federschmidt Sherman Clark                                                                   | Norge Birger Var Theodor Klem Henry Larsen Per Gulbrandsen Thoralf Hagen                                                           |
| Åtta med styrman Detaljer... | USA Virgil Jacomini Edwin Graves William Jordan Edward Moore Alden Sanborn Donald Johnston Vincent Gallagher Clyde King Sherman Clark | Storbritannien Ewart Horsfall Guy Oliver Nickalls Richard Lucas Walter James John Campbell Sebastian Earl Ralph Shove Sidney Swann Robin Johnstone | Norge Theodor Nag Conrad Olsen Adolf Nilsen Håkon Ellingsen Thore Michelsen Arne Mortensen Karl Nag Tollef Tollefsen Thoralf Hagen |

## Medaljtabell
| Pl. | Nation         | Guld | Silver | Brons | Totalt |
| --- | -------------- | ---- | ------ | ----- | ------ |
| 1   | USA            | 3    | 1      | 0     | 4      |
| 2   | Italien        | 1    | 1      | 0     | 2      |
| 3   | Schweiz        | 1    | 0      | 1     | 2      |
| 4   | Storbritannien | 0    | 2      | 0     | 2      |
| 5   | Frankrike      | 0    | 1      | 1     | 2      |
| 6   | Norge          | 0    | 0      | 2     | 2      |
| 7   | Nya Zeeland    | 0    | 0      | 1     | 1      |

## Deltagande länder
- Belgien (20)
- Brasilien (5)
- Kanada (5)
- Tjeckoslovakien (15)
- Danmark (1)
- Frankrike (14)
- Storbritannien (10)
- Italien (6)
- Nederländerna (12)
- Nya Zeeland (1)
- Norge (13)
- Sverige (6)
- Schweiz (13)
- USA (15)